# Ells i elles
Ells i elles (títol original en anglès: Guys and Dolls) és una pel·lícula musical estatunidenca de Joseph L. Mankiewicz estrenada el 1955 segons la comèdia musical homònima d'Abe Burrows, Jo Swerling i Frank Loesser, creada el 1950. Ha estat doblada al català.

## Argument
A Nova York, un patró d'una sala de jocs aposta amb un jugador professional que podrà seduir una bonica missionera de l'Exèrcit de Salvació.
Tractant d'obtenir la suma, Nathan involucra a un altre jugador, Sky Masterson, i proposa un desafiament aparentment impossible, convidar a sopar a la senyoreta Sarah Brown, rígida sergent de l'Exèrcit de Salvació.
Sarah, naturalment, rebutja les galanteries de Sky, però quan aquest astutament proposa animar les oracions de la seva missió, portant una dotzena dels pecadors, ella accepta.
Miss Adelaide, promesa eterna de Nathan, canta els seus laments i la seva simpatia cap a l'home totalment involucrat amb el joc.
Aconseguida la invitació a sopar, Sky força la inhibició de la noia fent-li beure Bacardi; es deixa anar una mica borratxa, però el jove no vol aprofitar-se’n d'ella, cosa que demostra un cert pes moral. En tornar a la missió, els dos descobreixen que s'han enamorat, però el seu moment romàntic es trenca quan descobreixen que les reunions d'oració de la Missió estan completament buides, tots han anat a la sala de joc de Nathan, que en l'interval donava per descomptada la seva victòria amb Sky.

## Repartiment
- Marlon Brando: Sky Masterson
- Jean Simmons: Sarah Brown
- Frank Sinatra: Nathan Detroit
- Vivian Blaine: Miss Adelaide
- Robert Keith: Tinent Brannigan
- Stubby Kaye: Nicely-Nicely Johnson
- B.S. Pully: Big Jule
- Johnny Silver: Benny Southstreet
- Sheldon Leonard: Harry the Horse
- Danny Dayton: Rusty Charlie
- George E. Stone: Society Max
- Regis Toomey: Arvide Abernathy
- Veda Ann Borg: Laverne
- Mary Alan Hokanson: Agatha, membre de la missió

## Nominacions
- 1956. Oscar a la millor direcció artística per Oliver Smith, Joseph C. Wright, Howard Bristol
- 1956. Oscar a la millor fotografia per Harry Stradling Sr.
- 1956. Oscar al millor vestuari per Irene Sharaff
- 1956. Oscar a la millor banda sonora per Jay Blackton i Cyril J. Mockridge
- 1956. Globus d'Or a la millor pel·lícula musical o còmica
- 1956. Globus d'Or a la millor actriu musical o còmica per Jean Simmons
- 1957. BAFTA a la millor pel·lícula
- 1957. BAFTA a la millor actriu estrangera per Jean Simmons